# Monte Grimano Terme
Monte Grimano Terme är en ort och kommun i provinsen Pesaro e Urbino i regionen Marche i Italien. Kommunen hade 1 117 invånare (2018).